# گرونوو
گرونوو (به آلمانی: Grünow) یک شهر در آلمان است که در یوکرمرک واقع شده‌است. گرونوو ۹۸۲ نفر جمعیت دارد.